# Шармей
Шарме́й (фр. Charmeil) — коммуна во Франции, находится в регионе Овернь. Департамент коммуны — Алье. Входит в состав кантона Эскюроль. Округ коммуны — Виши.
Код INSEE коммуны — 03060.

## Население
Население коммуны на 2008 год составляло 723 человека.
| 1962 | 1968 | 1975 | 1982 | 1990 | 1999 | 2008 |
| ---- | ---- | ---- | ---- | ---- | ---- | ---- |
| 289  | 306  | 363  | 562  | 564  | 609  | 723  |

## Экономика
В 2007 году среди 469 человек в трудоспособном возрасте (15—64 лет) 330 были экономически активными, 139 — неактивными (показатель активности — 70,4 %, в 1999 году было 74,3 %). Из 330 активных работали 305 человек (158 мужчин и 147 женщин), безработных было 25 (9 мужчин и 16 женщин). Среди 139 неактивных 35 человек были учениками или студентами, 55 — пенсионерами, 49 были неактивными по другим причинам.

## Достопримечательности
- Замок Шармей, в 1943 году был летней резиденцией маршала Анри Петена, в августе 1942 проходила тайная встреча между Пьером Лавалем и немецким послом Рудольфом Раном.